# Maison Olympic Palace
Pour les articles homonymes, voir Olympic et Germania.
La maison Olympic Palace (en tchèque Dům Olympic Palace) initialement appelée Germania (Germànie en tchèque), est un édifice historique situé dans la ville thermale de Karlovy Vary en Tchéquie. Il a été construit de 1907 à 1910 en style Art nouveau tardif.
En 1991, il a été déclaré monument culturel protégé.

## Histoire
Une ancienne maison de style classique de la famille Stadler, appelée Germania, se trouvait à l'origine sur le site du bâtiment actuel. En 1860, elle fut reconstruite selon les plans du constructeur local Georg Fülla.
En 1906, le propriétaire de l'époque, Friedrich Stadler, y fit construire une nouvelle maison plus grande. La construction a été réalisée par le constructeur Josef Waldert de 1907 à 1910. Il s'agit d'un bâtiment thermal représentatif et complexe, comprenant quatre étages. L'édifice est un exemple de la qualité de l'architecture Art nouveau agrémentée de détails baroques. La façade octogonale est richement composée et égayée par des balcons.
Après 1918, le bâtiment prend le nom d'Hôtel Olympic Palace. Après la Seconde Guerre mondiale, l'édifice s'appelait Bains Marx. En 1991, il a été renommé Maison thermale Olympic et protégé comme monument culturel,.
Actuellement (août 2021), l'édifice est exploité comme établissement thermal sous le nom d’Hôtel Olympic Palace.

## Attractions

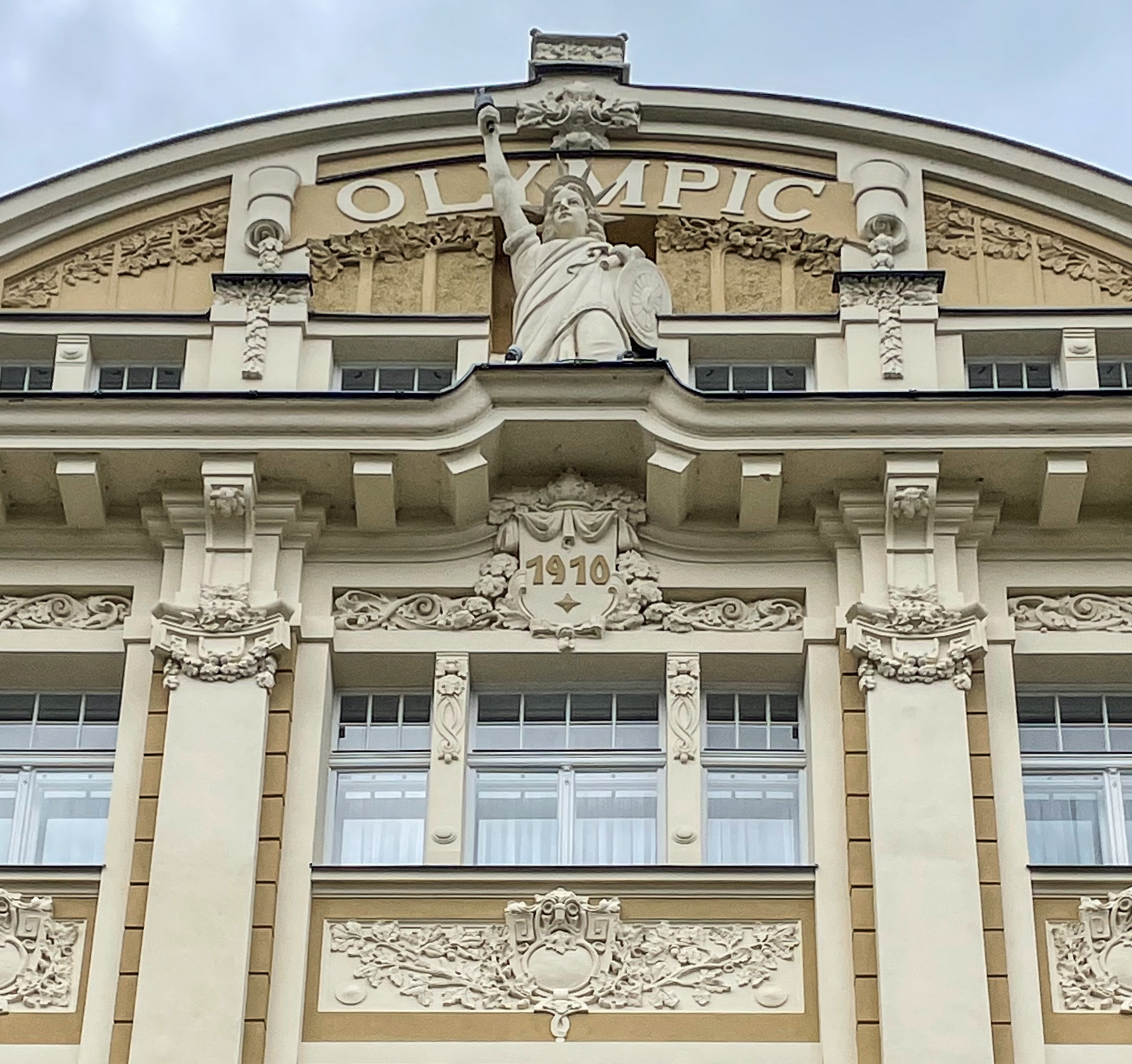
Statue de la Liberté sur le haut du pignon du bâtiment

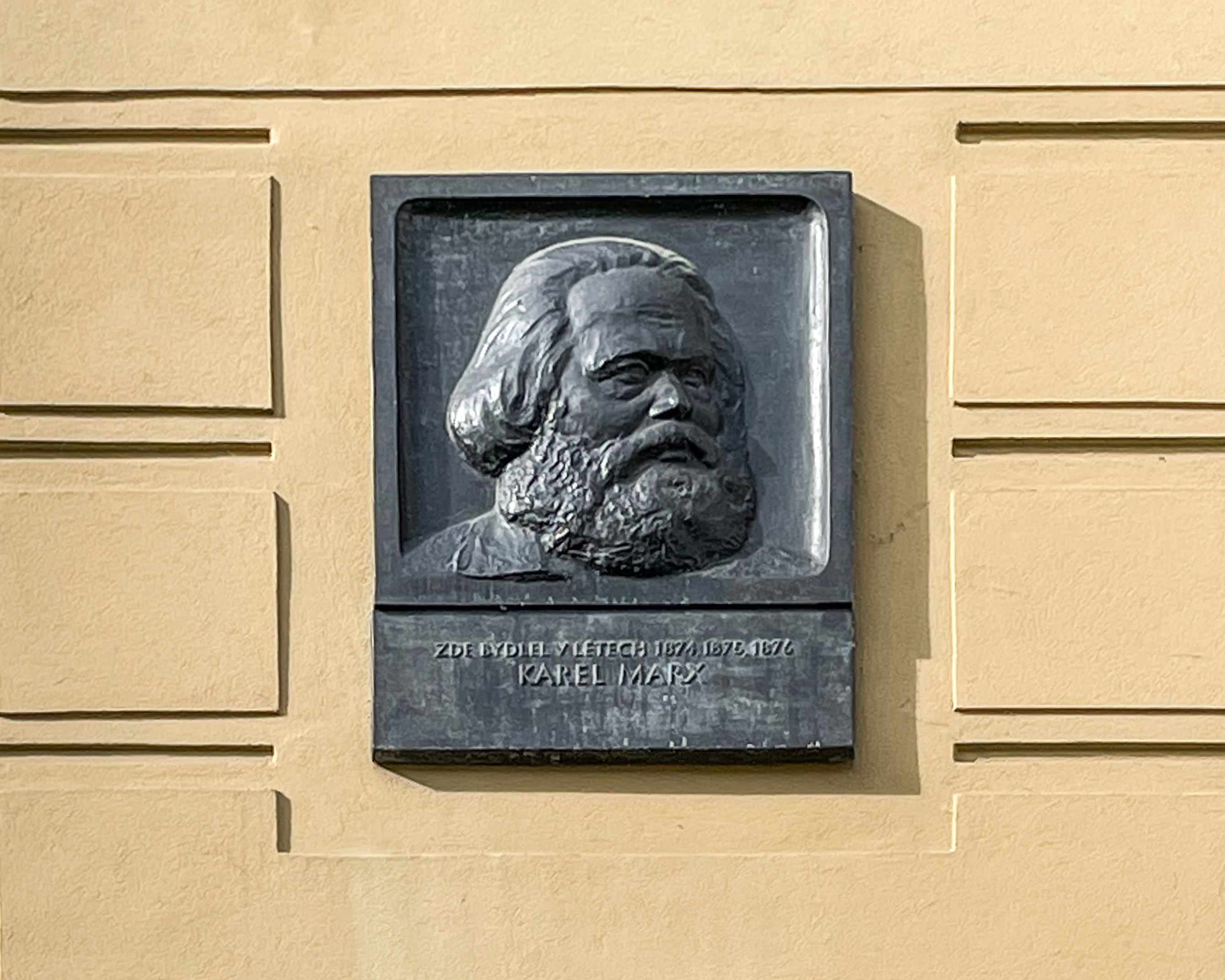
Une plaque commémorative commémorant les séjours thermaux de Karl Marx

### Statue de la Liberté
Selon le projet initial, une statue de Germania ailée devait être placée au sommet du pignon du bâtiment qui portait alors le nom original de Germania. Au lieu de cela, une statue de la Liberté a été installée ici.

### Karl Marx dans la pension Germania
Une plaque commémorative avec un relief du visage de Karl Marx est apposée sur la façade. Elle rappelle qu'à cet endroit, dans l'ancienne pension Germania, Marx résidait ici lors de ses trois séjours thermaux en 1874, 1875 et 1876. Il a d'ailleurs son monument dédié à Karlovy Vary. Le bâtiment s'appelait pour cette raison Bains Marx après la Seconde Guerre mondiale.